# Káto Trítos
Káto Trítos är en ort i Grekland.   Den ligger i prefekturen Nomós Lésvou och regionen Nordegeiska öarna, i den östra delen av landet, 260 km nordost om huvudstaden Aten. Káto Trítos ligger 86 meter över havet och antalet invånare är 518. Den ligger på ön Lesbos.
Terrängen runt Káto Trítos är huvudsakligen kuperad, men åt sydost är den platt. Havet är nära Káto Trítos österut. Runt Káto Trítos är det ganska tätbefolkat, med 62 invånare per kvadratkilometer. Närmaste större samhälle är Mytilene, 10,9 km öster om Káto Trítos. 